# 11778 Kingsford Smith
A 11778 Kingsford Smith (ideiglenes jelöléssel 4102 T-3) a Naprendszer kisbolygóövében található aszteroida. Cornelis Johannes van Houten,  Ingrid van Houten-Groeneveld és Tom Gehrels fedezte fel 1977. október 16-án.